# Albersbacher Riedwiesen
Die Albersbacher Riedwiesen sind ein Naturschutzgebiet in den Gemeinden Rimbach und Mörlenbach im hessischen Landkreis Bergstraße.

## Lage
Die Albersbacher Riedwiesen liegen im Odenwald zwischen Albersbach und Rimbach und umfassen den dortigen Teil der Bachaue des Albersbachs. Die Flächen nördlich des Albersbachs liegen auf Rimbacher Gemarkung, der südliche gelegene Bereich gehört zu Mörlenbach. Das Schutzgebiet liegt im Naturraum „Weschnitztal“ (145.3) und „Juhöhe-Odenwald“ (145.2) des Vorderen Odenwalds und im Geo-Naturpark Bergstraße-Odenwald.
Der Albersbach, der am Fuß des Zigeunerkopfs (359,5 m) entspringt, fließt vom Ort Albersbach her durch die Riedwiesen und weiter an den Fischteichen vorbei bis zur Weschnitz.
Das Schutzgebiet liegt im Geo-Naturpark Bergstraße-Odenwald.

## Naturschutzgebiet
Die Albersbacher Riedwiesen mit einer Größe von etwa 12,42 Hektar wurde am 18. März 1996 unter der Kennung 1431024 unter Naturschutz gestellt.
Das Schutzgebiet dient der Erhaltung und Sicherung der Bachaue des Albersbaches mit ihren Feuchtwiesen, den Schilfflächen, dem Erlen-Bruchwald, den Streuobstflächen und dem Trockenrasen. Nicht zuletzt soll der Bach als Fließgewässer im Naturraum Vorderer Odenwald als Lebensraum für bedrohte Tier- und Pflanzenarten geschützt und entwickelt werden.

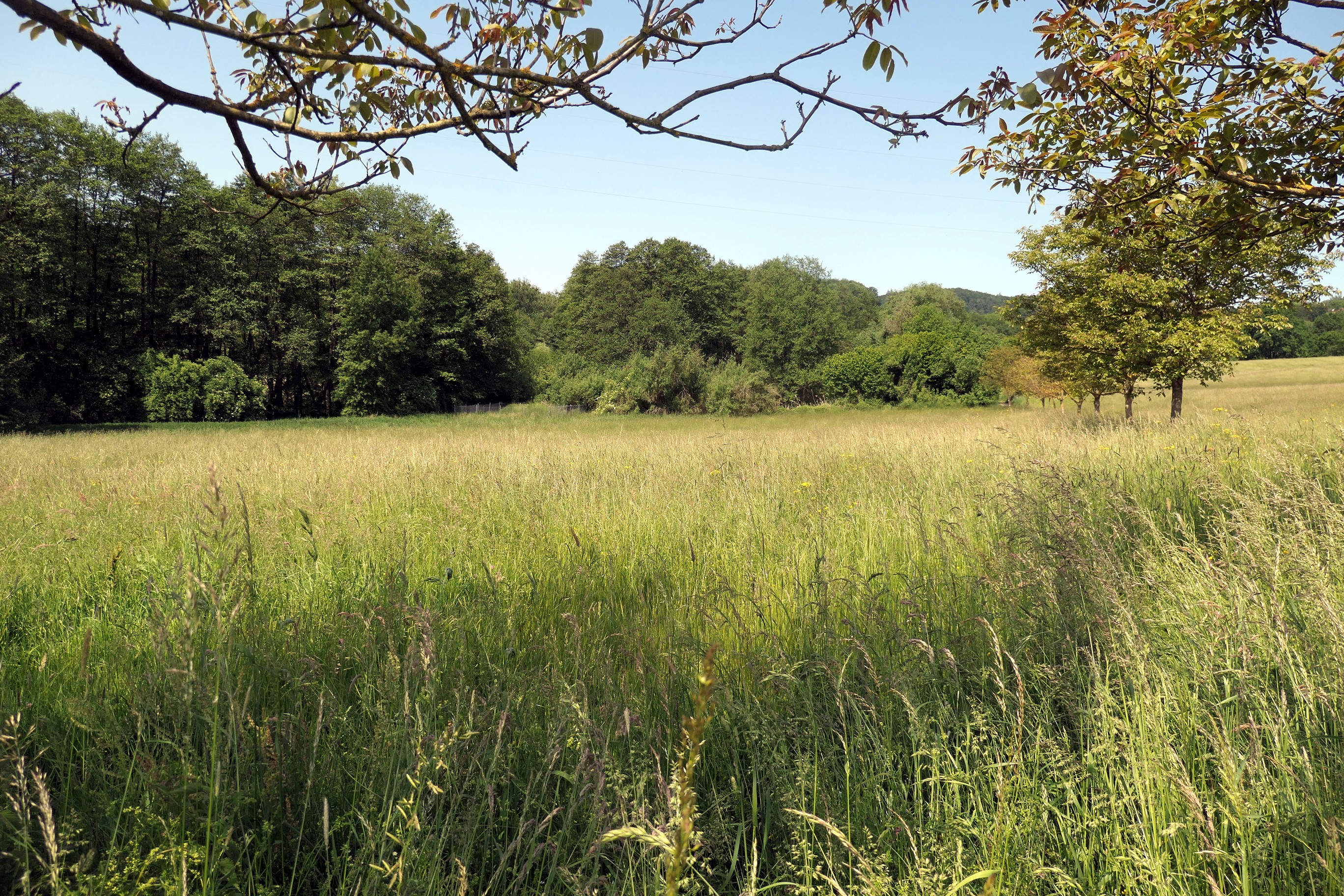
Wiese und Bachtal im Südosten des NSG
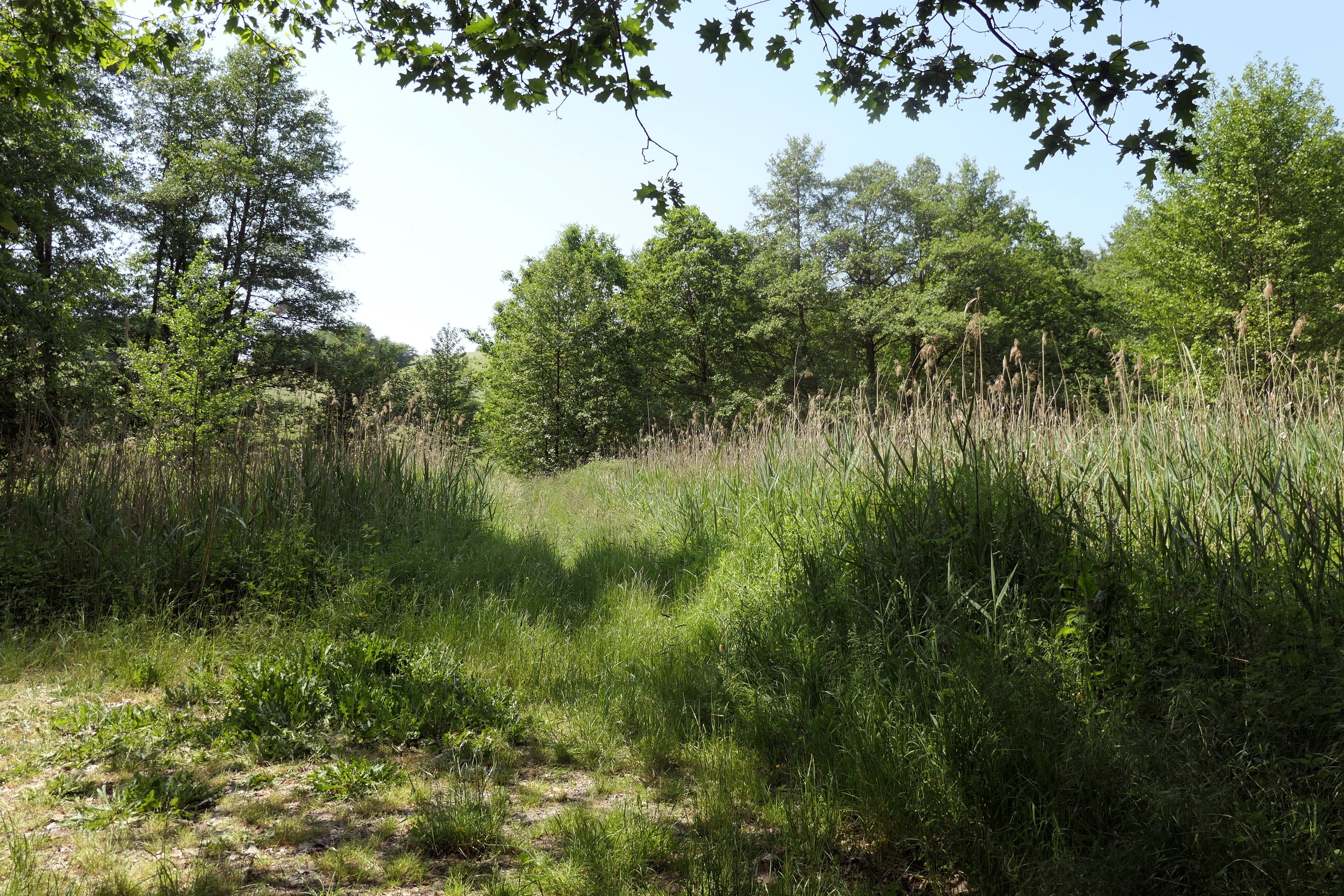
Schilfbestand und Gehölze im mittleren Bereich
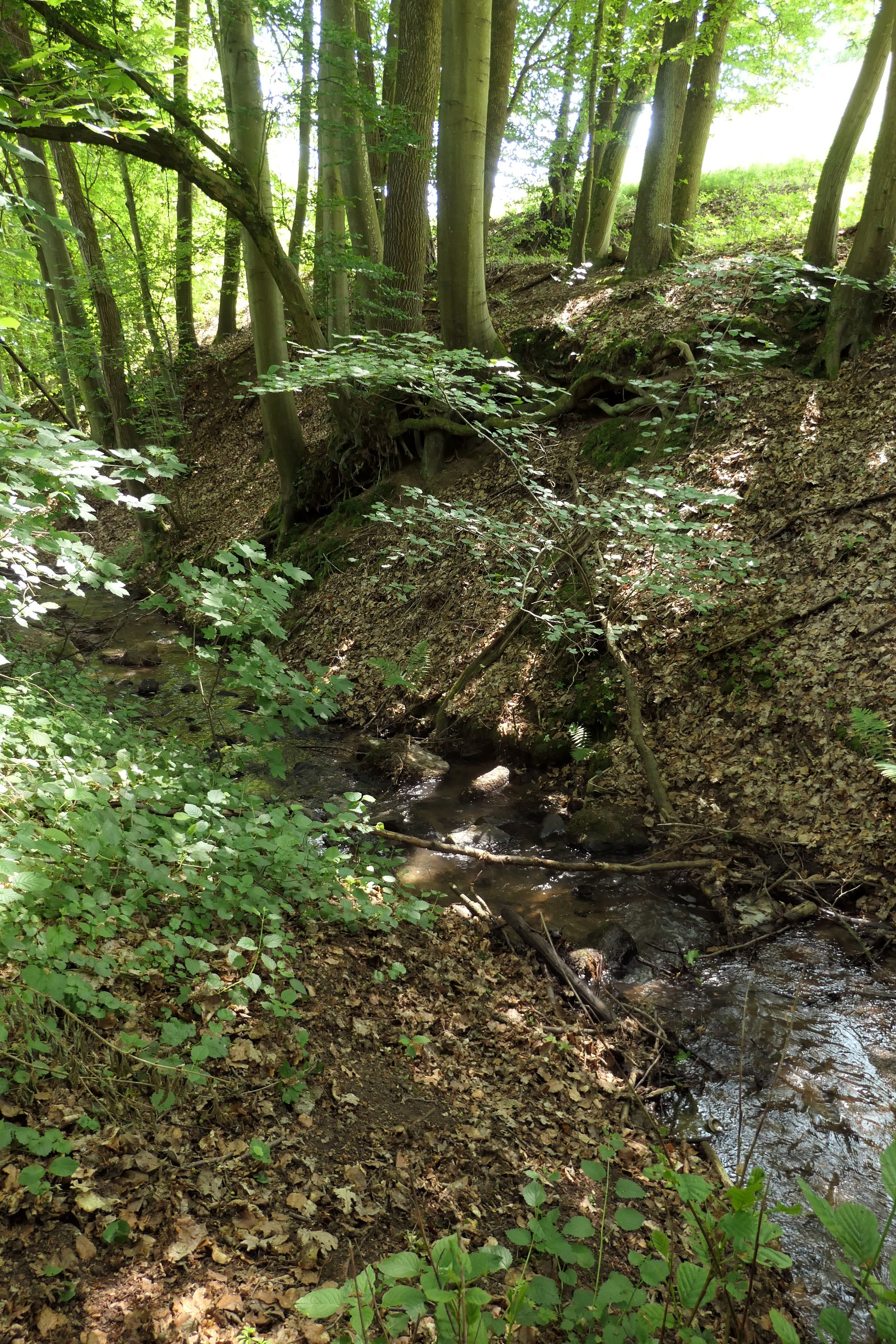
Der Albersbach beim Parkplatz Taschengrube östlich des Ortes Albersbach.
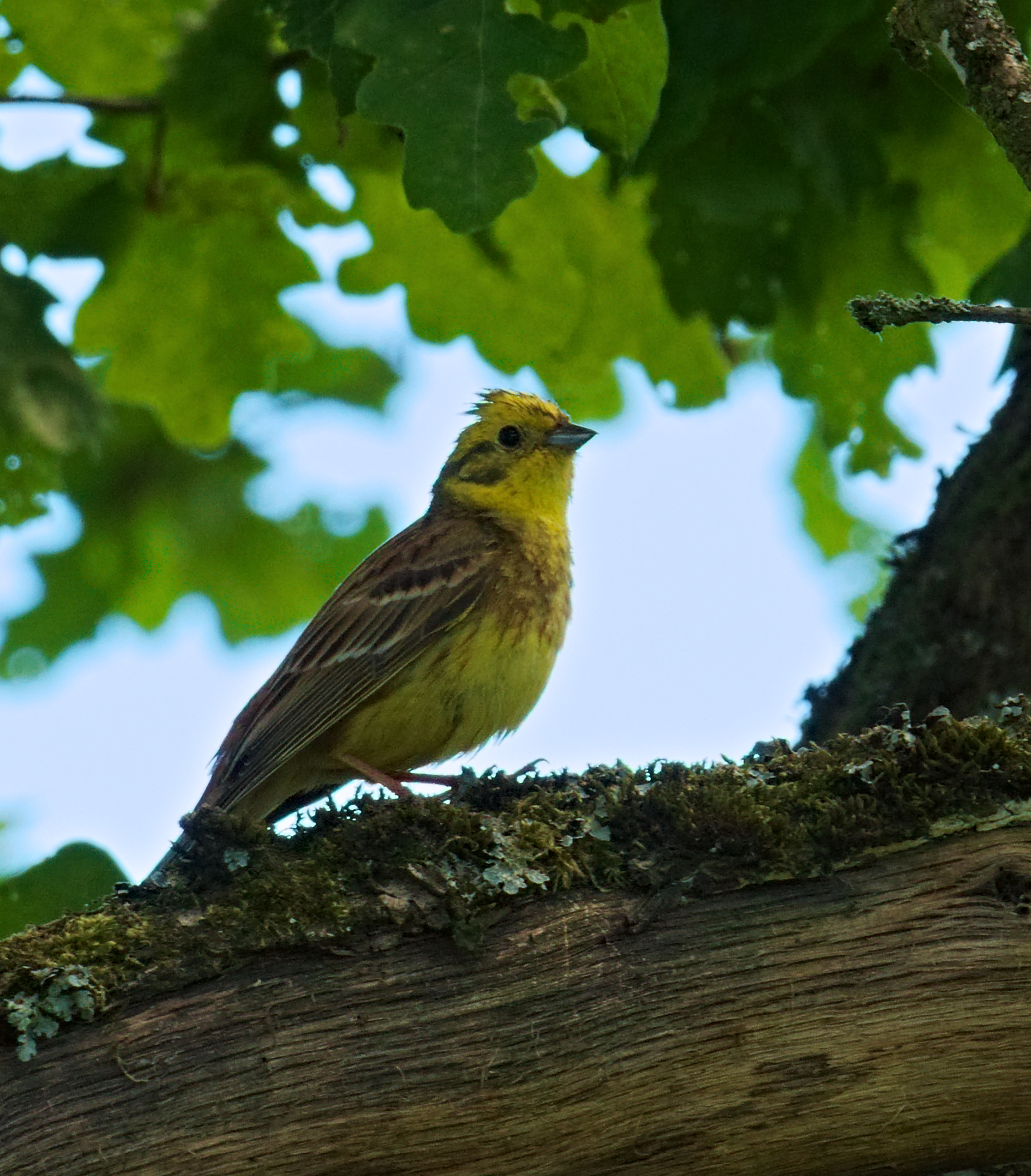
Goldammer (Emberiza citrinella)
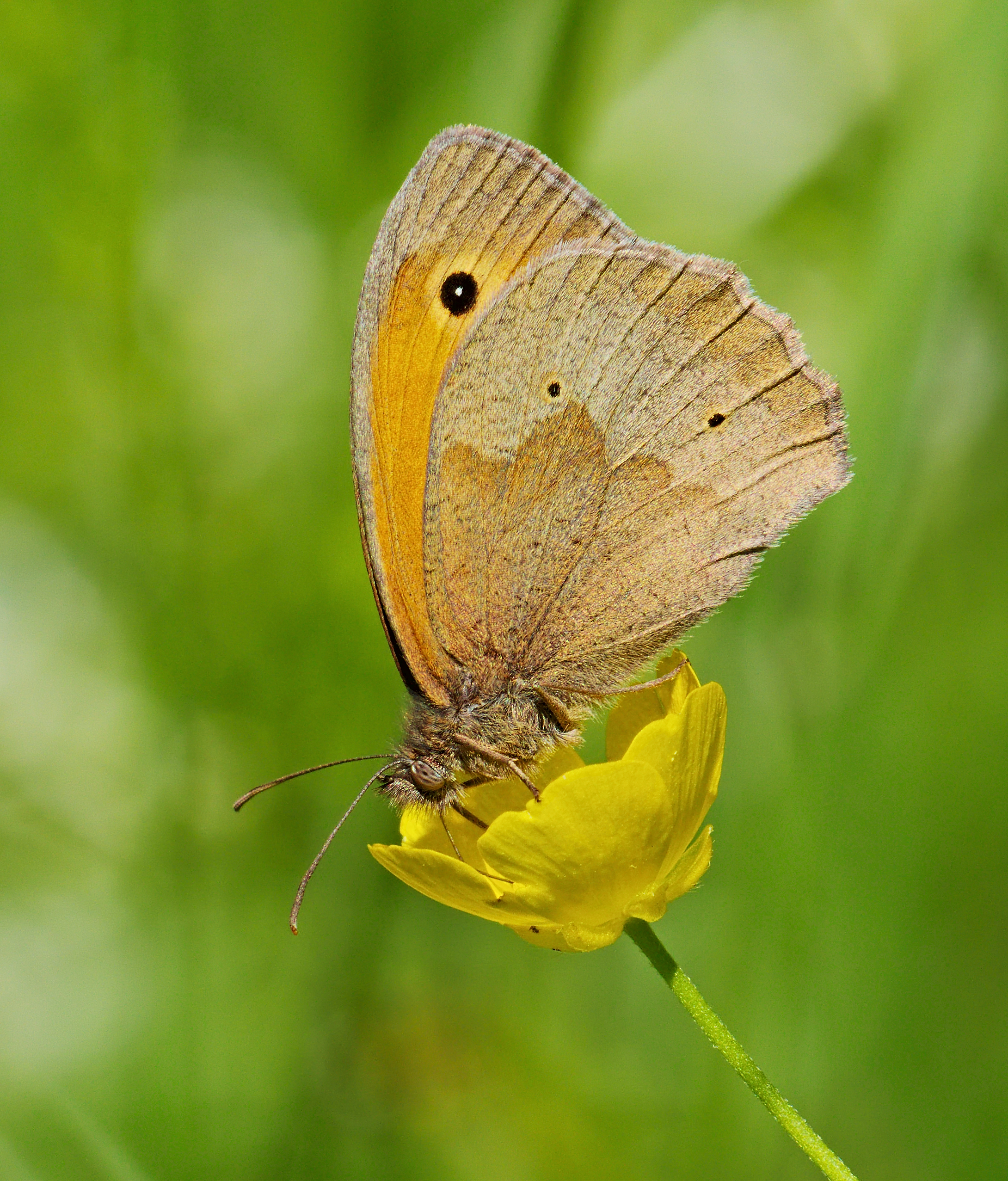
Großes Ochsenauge (Maniola jurtina)
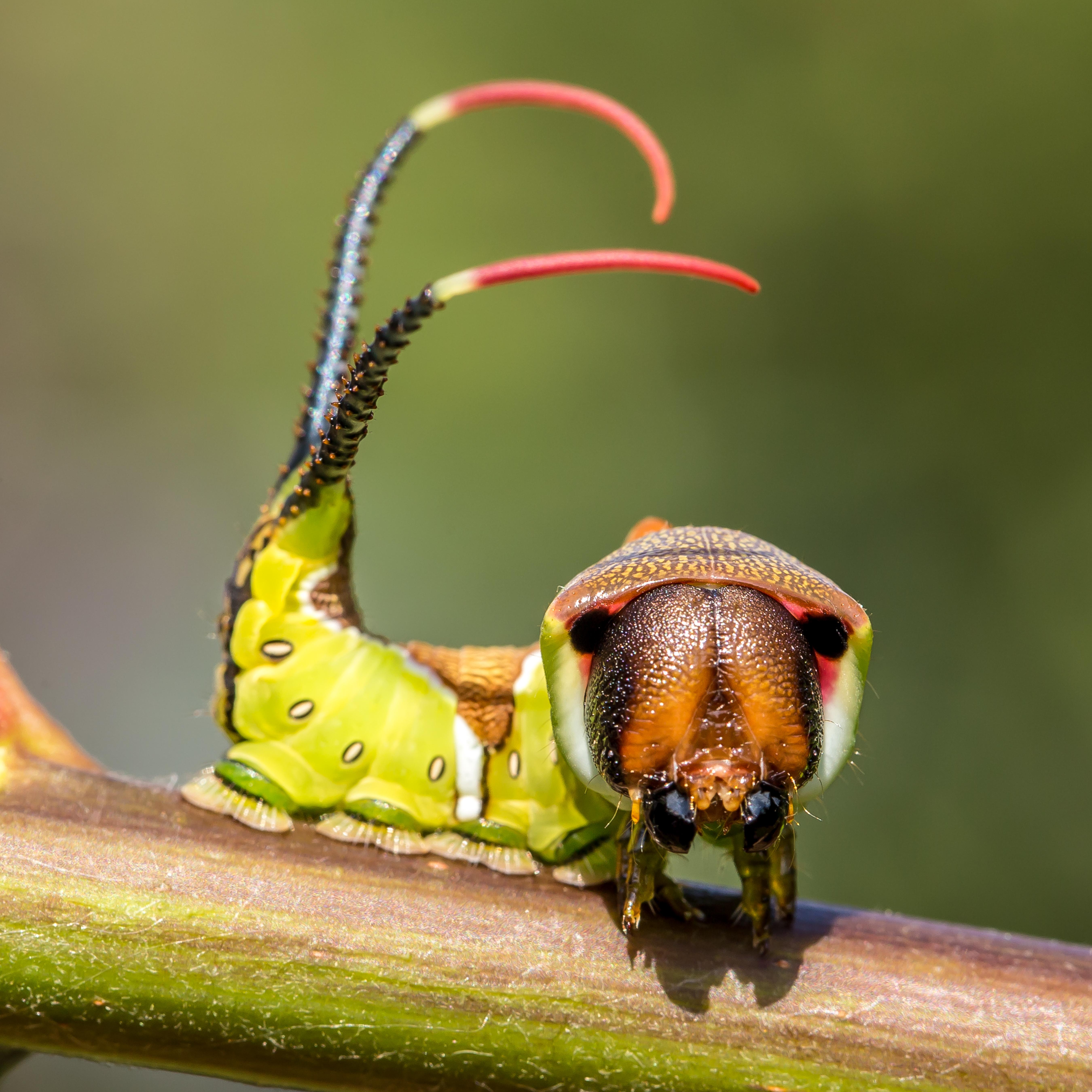
Gabelschwanz, Raupe in Schreckstellung